# Birgit
Pour les articles homonymes, voir Birgit (homonymie).
 (décembre 2020).
Si vous disposez d'ouvrages ou d'articles de référence ou si vous connaissez des sites web de qualité traitant du thème abordé ici, merci de compléter l'article en donnant les références utiles à sa vérifiabilité et en les liant à la section « Notes et références ».
Le birgit, également connu sous le nom de bergit, birgid ou berguid, est une langue afro-asiatique du groupe des langues tchadiques orientales. Le birgit est parlé dans le sud-est du Tchad, dans le canton de Moubi Goz de la sous-préfecture de Kouka Margni et dans le canton de Moubi Zarga de la sous-préfecture de Mangalmé. Il existe quatre dialectes du brigit : l'abgue, l'agrab, le duguri et le birgit oriental.